# GJ 1286
GJ 1286 (G 157-77 / LHS 546) es una estrella de magnitud aparente +14,69. Se encuentra a 23,2 años luz del sistema solar encuadrada en la constelación de Piscis.
BR Piscium y GJ 1276 son las estrellas conocidas más cercanas a ella, distantes 4,7 y 5,6 años luz respectivamente.
GJ 1286 es una enana roja de tipo espectral M5.5V con una baja temperatura efectiva en el rango de 2716 a 3150 K (la cifra varía según la fuente consultada).
Muy tenue, brilla con una luminosidad —en el espectro visible— igual a 6 cienmilésimas de la luminosidad solar.
Su radio equivale al 14% del radio solar y gira sobre sí misma con una velocidad de rotación proyectada inferior a 3 km/s.
De muy baja masa, esta apenas supone el 11,6% de la masa solar.
Posee un flujo magnético superficial débil, de 400 ± 200 G.
GJ 1286 es una estrella muy semejante a la conocida Próxima Centauri, con la que comparte tipo espectral y cuya magnitud absoluta es casi idéntica.
Sin embargo, a diferencia de ésta, no existe evidencia de que GJ 1286 sea una estrella fulgurante.